# Rhodamin B

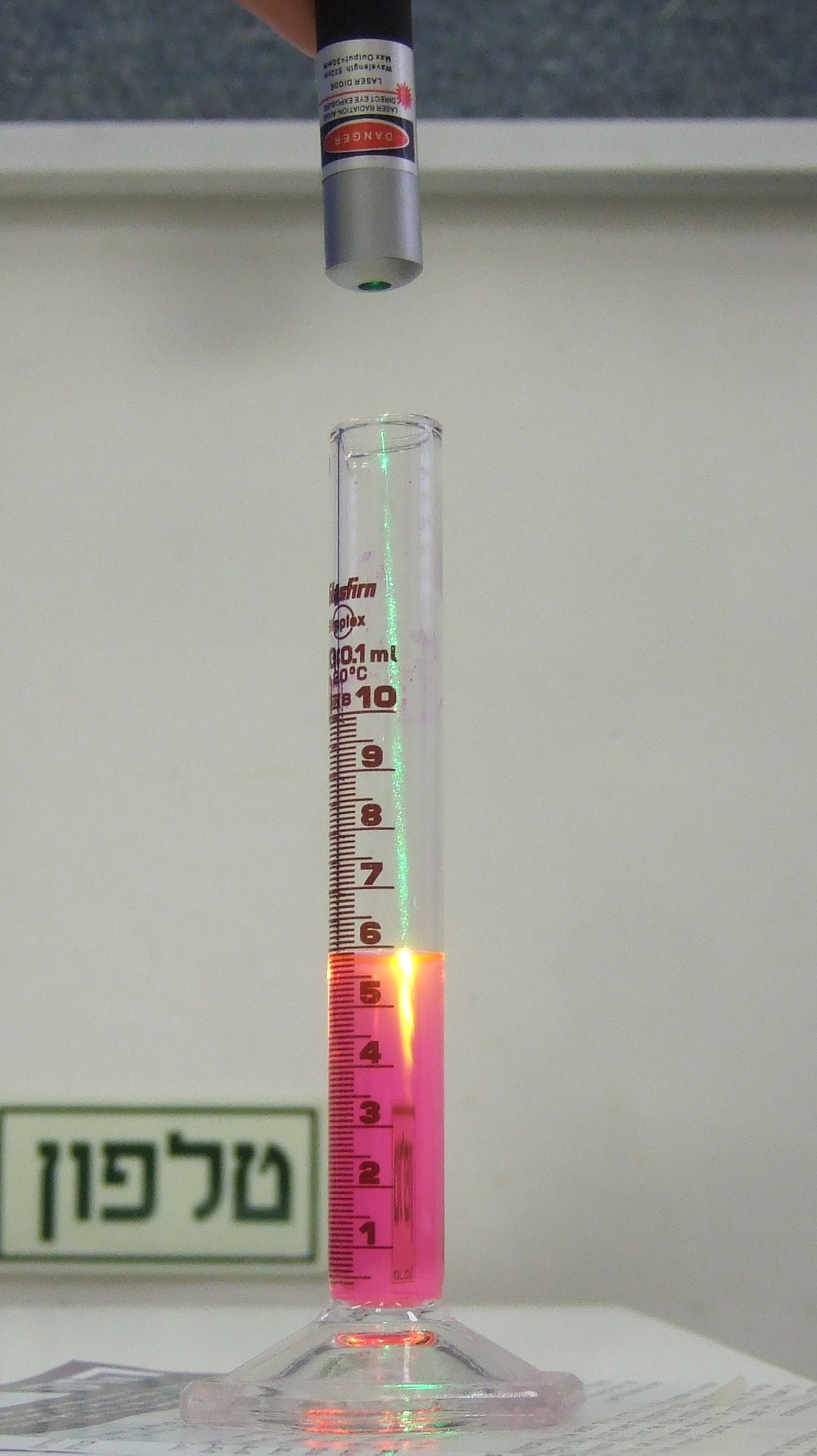
Một ví dụ của định luật Beer–Lambert. Một tia laser xanh lục chiếu qua dụng dịch rhodamine 6B; chùm tia bị yếu đi khi đi qua thuốc nhuộm.

Rhodamin B là một hợp chất hóa học và thuốc nhuộm. Nó thường được sử dụng như thuốc nhuộm đánh dấu vết để xác định hướng và lưu tốc của dòng chảy. Thuốc nhuộm rhodamin phát huỳnh quang, do đó có thể phát hiện dễ dành bằng huỳnh quang kế. Nó được sử dụng rộng rãi trong các ứng dụng công nghệ sinh học như kính hiển vi huỳnh quang, quang phổ huỳnh quang tương quan, phân tích dòng chảy tế bào và ELISA.
Rhodamin B được sử dụng trong sinh học như là phẩm nhuộm phát huỳnh quang, nó thường được kết hợp với Auramine O trong phép nhuộm rhodamin-auramin để phát hiện sinh vật kháng acid (kháng cồn toan), đặc biệt các khuẩn thuộc chi Mycobacterium.
Rhodamin B có thể điều chỉnh sóng ánh sáng trong khoảng 610 nm khi dùng làm chất nhuộm màu tia laser. Hiệu suất phát sáng lượng tử là 0,65 trong ethanol kiềm, 0,49 trong ethanol, 1,0 và 0,68 trong ethanol 94%. Hiệu suất huỳnh quang phụ thuộc vào nhiệt độ.

## Độ hòa tan
Độ hòa tan của rhodamine B trong nước là ~15 g/L. Tuy nhiên, độ hòa tan của nó trong dung dịch axit axetic (30 vol.%) là ~400 g/L. Nước được khử trùng bằng clo làm phân hủy rhodamine B. Dung dịch rhodamine B hút bám plastic và nên được đựng trong dụng cụ thủy tinh.

## Tổng hợp
Rhodamine B được sản xuất bằng cách cho 3-hydroxy-N,N-diethylaniline tác dụng với anhydrit phtalic với tỷ lệ 1:2, theo phản ứng Friedel-Craft.

## Ứng dụng khác
Rhodamin B đang được thử nghiệm để sử dụng làm chỉ thị sinh học của vắc-xin bệnh dại dạng uống cho động vật hoang dã, chẳng hạn như gấu trúc, để xác định con vật đã uống vắc-xin hay chưa. Rhodamin sẽ tích hợp vào trong ria và răng của động vật.
Nó cũng được trộn với thuốc diệt cỏ để hiển thị khu vực phun thuốc.
Rhodamin B (BV10) được trộn với Quinacridone Magenta (PR122) tạo ra màu nước màu hồng tươi.

## An toàn và sức khỏe
Tại California, rhodamine B bị nghi ngờ là chất gây ung thư, do đó sản phẩm chứa nó phải được dán nhãn cảnh báo.
Tại New Jersey, bảng chỉ dẫn an toàn hóa chất nêu rằng có bằng chứng còn hạn hẹp về khả năng gây ung thư ở thí nghiệm trên động vật, và không có bằng chứng nào ở người.